# 176

176(백칠십육)은 175보다 크고 177보다 작은 자연수다.

## 수학
- 합성수로, 그 약수는 총 10개다. (1, 2, 4, 8, 11, 16, 22, 44, 88, 176)
  - 176의 진약수의 합은 196이므로, 176은 과잉수다.
- 11번째 오각수다. 앞의 오각수는 145, 다음 오각수는 210이다.
- 8번째 팔각수다. 앞의 팔각수는 133, 다음 팔각수는 225다.
- 10번째 케이크 수다. 앞의 케이크 수는 130, 다음은 232이다.
- {\displaystyle 23^{2}-1}은 176으로 나누어떨어진다.

## 과학
- NGC 176: 큰부리새자리 방향에 있는 산개 성단.

## 교통

### 철도
- P176: 수도권 전철 1호선 온양온천역의 역번호.

### 도로
- 일본 176번 국도(일본어판): 교토부 미야즈시에서 오사카부 오사카시 기타구까지 이어지는 일본의 국도.
- 현도 제176호선

## 군사
- U-176(영어판, 독일어판): 제2차 세계 대전에 사용된 나치 독일의 군용 잠수함.

## 문화유산
- 대한민국의 국보 제176호: 백자 청화‘홍치2년’명 송죽문 항아리
- 대한민국의 보물 제176호: 순천 송광사 금동 요령
- 대한민국의 사적 제176호: 경주 법흥왕릉

## 방송
- 스카이라이프의 영어 국제 방송인 아리랑TV 채널 번호.
- 지니 TV의 채널뷰 채널 번호.
- B tv의 애니플러스 채널 번호.
- U+ TV의 쿠키건강TV 채널 번호.
- LG헬로비전의 OGN 채널 번호.
- B tv 케이블의 JEI 재능TV 채널 번호.

## 기타
- 연도: 176년, 기원전 176년